# Masa mínima
En astronomía, masa mínima es el cálculo del límite inferior de la masa de los objetos observados, tales como planetas, estrellas, sistemas binarios, nebulosas, y agujeros negros. La masa mínima es una estadística comúnmente calculada y ampliamente citada para planeta extrasolares. Porque la mayoría de los planetas extrasolares se detectan actualmente por el método de velocidad radial, que detecta planetas midiendo los cambios en el movimiento de las estrellas en su línea de visión, la inclinación real no es conocida y la masa cierta del planeta no es calculable. Si se conoce la inclinación, la verdadera masa se puede calcular, eliminando así la utilidad de la masa mínima calculada con una medida superior, mediante la siguiente fórmula:
{\displaystyle M_{\text{cierta}}={\frac {M_{\min }}{\sin i}}\,}